# Leksands tingslag
Leksands tingslag var ett tingslag i Dalarna i Kopparbergs län. Tingslaget hette före 1894 Leksands, Åls och Bjursås tingslag. Då verksamheten 1916 överfördes till Leksands och Gagnefs tingslag, upphörde tingslaget. 
Tingslaget hörde före 1876 till Österdalarnas domsaga och från 1876 till Nedansiljans domsaga.

## Socknar
Tingslaget omfattade följande socknar: 
- Leksands socken
- Åls socken
- Bjursås socken
- Siljansnäs socken från 1875